# Ernst David Bergmann
Ernst David Bergmann (en hebreo: ארנסט דוד ברגמן‎; Karlsruhe, 17 de septiembre de 1903 - Haifa, 6 de abril de 1975) fue un científico nuclear y químico israelí. A menudo se le considera el padre del programa nuclear israelí. 

## Biografía
Ernst Bergmann era hijo de Hedwjg Rosenzweig y del rabino sionista Judah Bergmann, que había emigrado del oeste de Ucrania, y el mayor de ocho hermanos. En 1908, la familia se mudó de Karlsruhe a Berlín. Después de la escuela primaria, asistió al liceo humanístico Mommsen. El profesor de física reconoció las habilidades de Ernst Bergmann y lo invitó a contribuir a su libro de texto. A partir de 1921, Ernst Bergmann estudió química y física en la Universidad Humboldt de Berlín. Pagó parte de sus gastos de matrícula dando clases particulares. A principios de 1924 recibió su doctorado summa cum laude en filosofía escribiendo  sobre La adición de sodio a los dobles enlaces carbono-carbono, con Wilhelm Schlenk. En ese momento, las ciencias naturales todavía formaban parte de la Facultad de Filosofía. Bergmann aceptó un puesto de asistente con Wilhelm Schlenk. Habilitó en 1928 y se convirtió en Privatdozent de química. En 1929 se casó con su compañera de instituto en Berlín, la judía vienesa Ottilie Blum. Wilhelm Schlenk, quiso recomendarlo para su nombramiento como profesor si se bautizaba, pero Bergmann rechazó la propuesta. Continuó trabajando en la universidad y escribió el Compendio de química orgánica (Ausführliches Lehrbuch der Organischen Chemie) junto con Schlenk. El manual, en dos volúmenes, se publicó en 1932 y 1939, respectivamente; sin embargo, debido a su origen judío, su nombre fue eliminado de la portada del segundo volumen.
Tras la llegada al poder de los nazis en 1933,Bergmann, al igual que todos los profesores universitarios judíos, fue despojado de su licencia de profesor y despedido. Se fue a Londres en 1933 y comenzó a trabajar con el químico y líder sionista Chaim Weizmann el 1 de julio de 1933. Rechazó una oferta de puesto en Oxford de Sir Robert Robinson,  un acontecimiento que Robinson recordó años después con enojo.
Bergmann abandonó Europa menos de un año después. Emigró al Mandato británico de Palestina el 1 de enero de 1934 para dirigir el Instituto de Investigación Daniel Sieff en Rejovot. Durante la Segunda Guerra Mundial, colaboró en proyectos de defensa para Francia, Gran Bretaña y Estados Unidos. Un año después de la guerra, Bergmann regresó al Instituto Sieff, que posteriormente se convertiría en el Instituto Weizmann de Ciencias. En 1937, su esposa Ottilie falleció de cáncer óseo en Rehovot.

## Carrera científica
Además de su investigación en ciencias naturales, colaboró estrechamente con la Haganá, la organización de defensa de los inmigrantes judíos, y contribuyó a la fundación de la rama científica de la Haganá Hemed, la industria armamentística y la industria nuclear. Esto provocó un conflicto con Chaim Weizmann, quien pretendía limitar su instituto a la investigación básica civil. Se unió a David Ben-Gurión y posteriormente desempeñó un papel importante en el programa nuclear israelí junto con David Ben-Gurión y Shimon Peres.
Durante los siguientes años, Bergmann, que se había hecho famoso por su trabajo y su conexión con Weizmann,  se hizo amigo de David Ben-Gurion y fue designado para varios puestos gubernamentales destacados: jefe del departamento de ciencia de las Fuerzas de Defensa de Israel en agosto de 1948, asesor científico del ministro de defensa el 15 de julio de 1951 y director de investigación de la División de Investigación e Infraestructura del Ministerio de Defensa a principios de 1952.  En junio de 1952, fue designado por el Primer Ministro David Ben-Gurion como el primer presidente de la Comisión de Energía Atómica de Israel (AICE), que inicialmente estaba compuesta por Bergmann, Shmuel Sambursky (jefe del Consejo Científico Israelí), Giulio Racah (físico nuclear y profesor de la Universidad Hebrea), Shaul Cohen (profesor de la Universidad Hebrea), Israel Dostrovsky (químico, Instituto Weizmann ), Franz Ollendorff (Technion) y, como el único no científico, el comandante en jefe de las Fuerzas de Defensa de Israel Yaakov Dori. Desempeñó un papel importante en el programa nuclear israelí junto con David Ben-Gurión y Shimon Peres.
Ese mismo año, dejó el Instituto Weizmann para convertirse en presidente de la cátedra de química orgánica en la Universidad Hebrea de Jerusalén, y trabajó con estudiantes de posgrado durante los dos años siguientes en el Technion de Haifa.
El trabajo de Bergmann en la AICE estuvo rodeado de secretismo, y la agencia misma era desconocida para el público hasta que reveló su existencia en 1954. Bergmann ofreció su renuncia en junio de 1964 después de que Ben-Gurion fuera reemplazado por Levi Eshkol, pero fue convencido de permanecer dos años más. Renunció a la presidencia de la AICE y a los dos cargos en el Ministerio de Defensa el 1 de abril de 1966.
Desde su muerte en 1975, un día después de la de Chiang Kai-shek, Ernst Bergmann ha sido considerado un actor destacado en la modernización de la defensa de Taiwán y uno de los precursores de su programa nuclear.
Su segunda esposa, Channi Ittin, falleció en 1999.  
Bergmann publicó más de 500 artículos científicos revisados por pares en revistas internacionales e hizo contribuciones críticas a la química del flúor. 

## Premios
- En 1956, Bergmann recibió el Premio Weizmann por su trabajo en el campo de la química orgánica y por promover la ciencia teórica y práctica en Israel.[4]
- En 1968 recibió el Premio Israel en ciencias de la vida. [19]